# Bulbophyllum echinolabium
Espèce
Statut CITES
Bulbophyllum echinolabium est une espèce d'orchidées épiphytes originaire des Célèbes et de Bornéo.